# Unione Cristiano-Democratica di Germania (Repubblica Democratica Tedesca)
L'Unione Cristiano-Democratica di Germania (in tedesco: Christlich Demokratische Union Deutschlands; abbreviato in CDU) è stato un partito politico della Germania Est, di orientamento democratico-cristiano e democratico-socialista, fondato nel 1945 e sciolto nel 1990 a seguito della riunificazione Tedesca e il relativo accorpamento con la CDU della Germania Ovest. Ha fatto parte dell'alleanza Fronte Nazionale assieme al Partito Socialista Unificato di Germania (SED).
Il partito è nato principalmente per rappresentare la classe media di religione cristiana al pari della sua controparte presente nella Repubblica Federale Tedesca. La sua collocazione politica, inizialmente nel centro-destra è mutata in favore dell'alleanza con i comunisti del Partito Socialista Unificato di Germania nell'ottobre del 1952, aderendo pienamente all'ideologia socialista che incarnava il "realismo cristiano" secondo il leader del partito Otto Nuschke. Un realismo dove la domanda del Cristo di realizzare pienamente la pratica cristiana trovava la sua piena attuazione.
Secondo le 22 tesi del realismo cristiano, la CDU aveva come principale scopo quello di ridisegnare la società tedesca in senso socialista e di aderire agli insegnamenti di Karl Marx per la costruzione di un nuovo ordine sociale più giusto nell'alveo dell'Unione Sovietica e il pieno sostegno alla classe lavoratrice.
Il partito ha fatto parte del Fronte Nazionale, alleanza che ha sostenuto il governo popolare assieme al Partito Socialista Unificato di Germania, al Partito Liberal-democratico, al Partito Democratico Rurale e al Partito Nazional-Democratico di Germania. La CDU ha sempre sostenuto le proposte del governo presentate nella Volkskammer tranne nel 1972 quando con 14 voti contrari e 8 assenti, si è pronunciato a sfavore dell'introduzione dell'aborto.
Götting è rimasto alleato del SED fino alla destituzione di Erich Honecker da parte di Egon Krenz nell'ottobre 1989. Stessa sorte è toccata anche a Götting con la sostituzione con Lothar de Maizière, nel dicembre dello stesso anno. De Maizière è un giurista e dirigente del Sinodo della Chiesa Evangelica della Germania Orientale. La nuova linea del segretario della CDU era l'unificazione della Germania e la costituzione di un'alleanza di centrodestra definita come Alleanza per la Germania. Nel mese di marzo del 1990 vince le elezioni politiche e diventa primo ministro.
Nell'agosto converge nella CDU anche il partito Risveglio Democratico, guidato dalla futura cancelliera Angela Merkel. Ad ottobre si è proceduto all'unificazione con la CDU occidentale.

## Struttura

### Presidenti
| Presidente         | Mandato           |
| ------------------ | ----------------- |
| Andreas Hermes     | 1945              |
| Jakob Kaiser       | 1945–1947         |
| Otto Nuschke       | 1948–1957         |
| August Bach        | 1957–1966         |
| Gerald Götting     | 1966–1989         |
| Wolfgang Heyl      | 1989 (ad interim) |
| Lothar de Maizière | 1989–1990         |

### Segretari generali
| Segretario generale | Mandato   |
| ------------------- | --------- |
| Georg Dertinger     | 1946–1949 |
| Gerald Götting      | 1949–1966 |
| Martin Kirchner     | 1989–1990 |

## Risultati elettorali
| Anno | Risultato | Seggi |
| ---- | --------- | ----- |
| 1946 | 24,5%     | 133   |
| 1950 | 14,38%    | 67    |
| 1954 | 11,16%    | 52    |
| 1958 | 11,16%    | 52    |
| 1963 | 10,37%    | 45    |
| 1967 | 10,37%    | 45    |
| 1971 | 10,37%    | 45    |
| 1976 | 10,37%    | 45    |
| 1981 | 10,40%    | 52    |
| 1986 | 10,40%    | 52    |
| 1990 | 40,90%    | 192   |